# 久保正彰 (西洋古典文学者)
久保 正彰（くぼ まさあき、1930年10月10日 - ）は、日本の文学研究者（西洋古典学専攻）。勲等は瑞宝重光章。学位は文学修士（東京大学・1957年）。東京大学名誉教授、東北芸術工科大学名誉教授、日本学士院会員。
東京大学教養学部助手、成蹊大学文学部助教授、東京大学教養学部助教授、東京大学文学部教授、東京大学文学部学部長、東北芸術工科大学学長、日本学士院院長、一般社団法人学士会理事長などを歴任した。

## 概要
日本における西洋古典学の第一人者で、太平洋戦争後、ハーバード大学を卒業し、東京大学の大学院修士課程を修了、東京大学や成蹊大学で教鞭を執った。東京大学文学部では学部長に就き、新設された東北芸術工科大学で初代学長に就任するなど、要職を歴任した。日本学士院会員に選任、院長にも。また、学士会の理事長、日本ギリシャ協会の理事長も務めた。

## 来歴

### 生い立ち
広島県出身。18歳で日本の成蹊高校を中退し、物理学研究者を目指して単身アメリカに渡り、フィリップス=エクセター=アカデミー（高校）に編入する。1953年、ハーバード大学卒業（古典語学・古代インド語学専攻）、1957年東京大学大学院人文科学研究科修士課程修了。

### 研究者として
1959年東京大学教養学部助手、1965年成蹊大学文学部助教授、1967年東京大学教養学部助教授、1975年に文学部教授、文学部長（1985－87年）、1991年退官し名誉教授、東北芸術工科大学初代学長（1992－98年）・名誉教授。2004年に瑞宝重光章を受章。
1992年12月に、日本学士院会員に選任、人文科学部門の第1部長・幹事を経て、2007年10月に第24代院長に就任（任期は3年で、2期を限度とする）。2013年任期満了し退任。2014年7月に松尾浩也の後任で学士会理事長に就いた（第10代、2016年6月に退任、後任は佐々木毅）。なお日本学士院第1部長在任中に「皇室典範に関する有識者会議」メンバーも務めた。また2000年6月から1年間、日本西洋古典学会委員長（第7代）に、岡道男（同年3月に死去、なお第8代は伊藤貞夫）の後を受け就いていた。

## 研究
ハーバード大学出身で、帰国後に呉茂一の弟子となり、30代でトゥキュディデス『戦史』を全訳した。文庫 下巻あとがきに、将来は改訳版を出したいと記したが、他の研究著述・公務等のため半世紀以上を経ても果たせていない。なお2008年10月に〈岩波市民セミナー〉で『ツキジデス「戦史」を読む』を行っている。
西洋古典学（諸国学士院協賛の国際出版ラテン語大辞典の作成に参与）、ホメーロス研究、古代ギリシア悲劇の翻訳・研究を行っている。

## 栄典
- 2004年 - 瑞宝重光章。

## 主な著作
日本語文献のみ

### 著書
- 『ギリシァ思想の素地 ヘシオドスと叙事詩』（岩波新書 青版、1973年）
- 『ソクラテスからアゲーシラーオスまで　伝記作者クセノフォーンについて』
『古典古代における伝承と伝記』（岩波書店、1975年）の一章
- 『Ovidiana ギリシャ・ローマ神話の周辺』（青土社、1978年、新版1992年）
- 『オデュッセイア 伝説と叙事詩』（岩波書店<岩波セミナーブックス>、1983年）
- 『西洋古典学 叙事詩から演劇詩へ』（放送大学教材：日本放送出版協会（販売）、1990年）
  - 『西洋古典学入門　叙事詩から演劇詩へ』（ちくま学芸文庫、2018年）- 電子書籍も刊
- 『ギリシァ・ラテン文学研究　叙述技法を中心に』（岩波書店、1992年）、オンデマンド版2017年
- 『よいこの名作館10　めいきゅうの糸―ギリシア神話・原作』（暁教育図書、1977年) 、児童出版
- 『少年少女世界の文学1　オウィディウス「ギリシア・ローマ神話」』（暁教育図書、1979年）、同上

### 訳書
- トゥーキュディデース 『戦史』（岩波文庫（上中下）、1966-67年、新装復刊1997年・2017年ほか）
  - 抜粋訳 『世界の名著5 ヘロドトス、トゥキュディデス』（中央公論社）、1970年、のち中公バックス
  - 新訂版 『トゥキュディデス　戦史』（中央公論新社〈中公クラシックス〉、2013年）、解説桜井万里子
- アイスキュロス 『ペルシアの人々』-「ギリシア悲劇全集 第1巻」（人文書院、1960年）
- ソポクレス 『ピロクテテス』-（「ギリシア悲劇Ⅰ」ちくま文庫、1985年）
  - 元版『世界古典文学全集8　アイスキュロス ソポクレス』（筑摩書房、1964年）ほか
- アイスキュロス 『アガメムノーン』（岩波文庫、1998年）
  - 元版『ギリシア悲劇全集1　アイスキュロスⅠ』（岩波書店、1990年）、他に「コエーポロイ」- オレステイア 連作を担当
- ケネス・ドーバー 『わたしたちのギリシア人』（青土社、1982年、新版1992年）

#### 編著
- 『ギリシア悲劇全集』 松平千秋・岡道男と編集委員（全13巻別巻1、岩波書店、1990-92年）、度々復刊　
  - 別巻「第一章 ギリシア悲劇とその時代　アイスキュロスについて」（岩波書店、1992年）
- 『キケロー選集』 岡道男・中務哲郎・片山英男と編集委員（全14巻、岩波書店、1999-2002年）